# 威爾斯 (澳大利亞國會選區)
威爾斯選區（英語：Division of Wills），是澳大利亞維多利亞州的下議院選區，位於墨爾本北郊。面積57平方公里。
選區始於1949年，是紀念縱貫澳大利亞大陸的探險家威廉·約翰·威爾斯。本區除了在1992年由獨立人士勝出外，一直是工黨的安全選區。2025年起當區議員是工黨的彼得·哈利勒。